# 有村久春
有村 久春（ありむら ひさはる、1948年4月 - ）は、日本の教育学者。専門は教育学、主に生徒指導論、学校カウンセリング、特別活動論。

## 経歴
鹿児島県出身。都留文科大学文学部初等教育学科卒業。東京都公立学校教員、青梅市教育委員会指導室長、東京都公立小学校長を経て、1998年、昭和女子大学専任講師。2001年、同助教授。2004年、同教授。2007年9月、岐阜大学教授。2008年、同大学教育学研究科教授。2010年、帝京科学大学教授。2014年、東京聖栄大学教授。

## 著書
- 『子どもとかかわる基本技術 「いじめ」克服のために』教育出版, 1997.2
- 『学級教育相談入門』金子書房, 2001.6
- 『キーワードで学ぶ特別活動生徒指導・教育相談』金子書房, 2003.10
- 『教育の基本原理を学ぶ 教師の第一歩を確かにする実践的アプローチ』金子書房, 2009.12
- 『カウンセリング感覚のある学級経営ハンドブック 教師の自信と成長』金子書房, 2011.9

### 共編著
- 『小学生の問題行動 3巻　生活習慣・学習問題の指導』有村久春 [ほか]執筆 明治図書出版, 1986.5
- 『小学校学級活動12か月』星野隆治共編. 文教書院, 1991.6
- 『小学校図説学校行事アイデア事典』中川健二共編. 教育出版, 1992.9
- 『小学校クラスをまとめる学級活動 1～6年』星野隆治, 野田照彦共編. 教育出版, 1993.2
- 『小学校学級話合い活動の実践相談と指導技術』 (特別活動選書) 編. 明治図書出版, 1994.2
- 『教師の伝え方・支え方パワーアップ術』高階玲治共編著. 明治図書出版, 1995.11
- 『小学校新学習指導要領Q&A 解説と展開 特別活動編』宮川八岐共編. 教育出版, 1999.7
- 『総合わくわく学習単元開発プラン』中野目直明共編著. 東洋館出版社, 2000.7
- 『体験活動71の実践プラン 見る聞く作るやってみる』中野目直明共編著. 東洋館出版社, 2002.4
- 『"学級づくり"スタートブック 学級経営の基礎・基本と子どもへのアプローチ』 (教職研修総合特集. "教職研修"スタートブック）編. 教育開発研究所, 2003.3
- 『カウンセリングで学級経営12カ月』中野目直明共編著. 東洋館出版社, 2003.5
- 『「学級経営」実践チェックリスト 学級経営実務のプロセスを徹底サポート』 (教職研修総合特集. 教職実践チェックリスト）編. 教育開発研究所, 2004.3
- 『教育課題に応える教員研修の実際』尾木和英共編著. ぎょうせい, 2004.4
- 『保護者との関係に困った教師のために 教師の悩みに答えます』小林正幸,青山洋子共編著. ぎょうせい, 2004.7
- 『「生徒指導・教育相談」研修』 (教職研修総合特集. 学校の研修ガイドブック) 編. 教育開発研究所, 2004.7
- 『「命を大切にする教育」をどう進めるか 「児童生徒の問題行動対策重点プログラム」の検討』 (教職研修総合特集. 読本シリーズ) 編. 教育開発研究所, 2005.5
- 『教師の資質・能力向上のためのPDCA』 (教職研修増刊. 「学校のPDCA」シリーズ 最新教育課題をPDCAでマネジメント) 編. 教育開発研究所, 2006.1
- 『信頼でつながる保護者対応』 (図でわかる教職スキルアップシリーズ) 飯塚峻共編. 図書文化社, 2006.11
- 『新編生徒指導読本』 (教職研修総合特集. 読本シリーズ) 編. 教育開発研究所, 2007.12
- 『悩める教師へのアドバイス』編. 教育開発研究所, 2007.3
- 『教師のための実践マナーブック』編. 教育開発研究所, 2008.3
- 『学力向上の基盤となる生徒指導』 (教職研修総合特集) 編. 教育開発研究所, 2009.11
- 『生徒指導提要を理解する実践する 図でわかりやすく解説』尾木和英,嶋﨑政男共著. 学事出版, 2011.12
- 『悩み疲れる教師を救う校長・教頭の支援術 問題解消に向けた管理職の役割と組織的サポートの実践』編集. 教育開発研究所, 2012.5
- 『小学校教育課程実践講座 特別活動 平成29年改訂』編著. ぎょうせい, 2017.12
- 『新しい時代の生徒指導・キャリア教育』和田孝共編著. ミネルヴァ書房, 2019.3